# Франк Верлат
Франк Верлат (нід. Frank Verlaat, нар. 5 березня 1968, Гарлем) — нідерландський футболіст, що грав на позиції захисника.
Виступав, зокрема, за клуби «Аякс» та «Вердер», а також національну збірну Нідерландів.
Володар Кубка Нідерландів. Володар Кубка Франції. Володар Кубка Німеччини. Володар Кубка Кубків УЄФА. 

## Клубна кар'єра
У дорослому футболі дебютував 1986 року виступами за команду клубу «Аякс», в якій провів три сезони, взявши участь у 17 матчах чемпіонату.  За цей час виборов титул володаря Кубка Нідерландів, ставав володарем Кубка Кубків УЄФА. Попри те, що був в «Аяксі» здебільшого резервистом, повністю відіграв фінальну гру Кубка Кубків 1987, в якому нідерландці мінімально здолали лейпцизький «Локомотив». 
Протягом 1989—1992 років грав у Швейцарії, захищав кольори «Лозанни».
Своєю грою за останню команду привернув увагу представників тренерського штабу клубу «Осер», до складу якого приєднався 1992 року. Відіграв за команду з Осера наступні три сезони своєї ігрової кар'єри. Більшість часу, проведеного у складі «Осера», був основним гравцем захисту команди. За цей час додав до переліку своїх трофеїв титул володаря Кубка Франції.
1995 року уклав контракт з німецьким «Штутгартом», у складі якого провів наступні чотири роки своєї кар'єри гравця. Граючи у складі «Штутгарта» також здебільшого виходив на поле в основному складі команди. За цей час додав до переліку своїх трофеїв титул володаря Кубка Німеччини.
Протягом 1999—2000 років знову захищав кольори команди клубу «Аякс».
З 2000 року повернувся до Німеччини, де три сезони захищав кольори команди клубу «Вердер». Тренерським штабом нового клубу також розглядався як гравець «основи».
Протягом 2003—2004 років грав за «Аустрію» (Відень).
Завершив професійну ігрову кар'єру в іншому австрійському клубі, «Штурм» (Грац), за команду якого виступав протягом 2004—2007 років.

## Виступи за збірну
1995 року дебютував провів свій єдиний офіційний матч у складі національної збірної Нідерландів.

## Титули і досягнення
- Володар Кубка Нідерландів (1):

«Аякс»:  1986-1987
- Володар Кубка Франції (1):

«Осер»:  1993-1994
- Володар Кубка Німеччини (1):

«Штутгарт»:  1996-1997
- Володар Кубка Кубків УЄФА (1):

«Аякс»:  1986-1987
- Володар Суперкубка Австрії (1):

«Аустрія» (Відень):  2004